# Heinz Schmidkunz
Heinz Schmidkunz (* 3. Oktober 1929 in Graslitz, Tschechoslowakei; † 1. April 2012) war ein deutscher Chemiedidaktiker und Professor an der Technischen Universität Dortmund. Er war einer der bekanntesten deutschen Chemiedidaktiker.

## Leben und Werk
Schmidkunz studierte Chemie an der Universität Frankfurt am Main. Im Jahr 1963 wurde er an der Universität Frankfurt zum Dr. rer. nat. promoviert. Seine Dissertation fertigte er dann in der physikalischen Biochemie bei Joachim Stauff an. Während seiner Promotionszeit war er nebenberuflich Lehrer an der Chemieschule Dr. Curtaz tätig. Anschließend war er dann von 1964 bis 1966 Studienrat im Hochschuldienst an der Hochschule für Erziehung der Universität Frankfurt.
Im Jahr 1966 wurde er als erster Chemiker ordentlicher Professor für Chemie und ihre Didaktik an der Pädagogischen Hochschule Ruhr. Seit 1980 war Schmidkunz Professor für Chemie und ihre Didaktik an der Universität Dortmund, weil 1980 die Pädagogischen Hochschulen in Nordrhein-Westfalen in die Universitäten integriert wurden. Von 1983 bis 1989 war er Dekan des Fachbereichs Chemie. Von 1990 bis 1994 war er Vorsitzender des Konvents der Universität Dortmund. Im Jahr 1996 wurde er emeritiert. Anschließend verwendete sein Nachfolger auf diesem Lehrstuhl, Bernd Ralle, das von Schmidkunz maßgeblich mitentwickelte Verfahren des forschend-entwickelnden naturwissenschaftlichen Unterrichts.
Er bemühte sich um die Einbeziehung wahrnehmungspsychologischer Erkenntnisse (Gestalttheorie) in die Chemiedidaktik bei Demonstrationsexperimenten. Weiter befasste er sich mit Lernen am Bildschirm, Unterrichtsforschung, dem forschend-entwickelnden Chemieunterricht, didaktische Behandlung von Kreisprozessen, Energie bei chemischen Reaktionen und spontanen endothermen Reaktionen. 1973 leitete er den Fachoberstufenmodellversuch in Ludwigshafen und arbeitete auch sonst eng mit dem Verband der Chemischen Industrie zusammen. Zum Beispiel schulte er Fortbildungslehrer in Seminaren des Arbeitsrings der Chemischen Industrie. Er war sowohl in der Didaktik berufsbildender Schulen als auch der allgemeinbildender Schulen aktiv.
Er war Ehrenmitglied der Fachgruppe Chemieunterricht in der GDCh, deren Heinrich-Roessler-Preis er erhielt und deren Vorstand er von 1983 bis 1989 angehörte. Dort war er auch wesentlich am Programm Chemie im Dialog beteiligt. Nach Schmidkunz wurde der Heinz-Schmidkunz-Preis benannt, der von der Gesellschaft Deutscher Chemiker im Fachgebiet der Chemiedidaktik verliehen wird. Der Preis wird seit 2015 in ungeraden Jahren an Personen verliehen, die sich in besonderer Weise um die Chemiedidaktik verdient gemacht haben.

## Auszeichnungen
- 2004 erhielt er den Literaturpreis des Vereins österreichischer Chemielehrer.
- 1989 erhielt er den Heinrich-Roessler-Preis der Fachgruppe Chemieunterricht der Gesellschaft Deutscher Chemiker (GDCh)

## Schriften (Auswahl)
Schmidkunz war Herausgeber der Unterrichtshilfen Naturwissenschaften-Chemie (12 Bände) und der Reihe Unterricht Chemie (13 Bände). 1990 war er einer der Gründungsherausgeber von Unterricht Chemie.
- mit Werner Rentsch u. a.: Chemische Freihandversuche, 2 Bände, Aulis 2011
- mit Karin Schlagheck: Lebensmittel Nährstoffe, Aulis 2001
- Die chemiedidaktische Forschung in Deutschland. Ein Überblick, in: H. Bayrhuber u. a. (Hrsg.), Lehr- und Lernforschung in den Fachdidaktiken, Innsbruck: Studien Verlag 2001, S. 47–54.
- mit Helmut Lindemann: Das Forschend-entwickelnde Unterrichtsverfahren: Problemlösen im naturwissenschaftlichen Unterricht. Magdeburg. Westarp Wissenschaften, Hohenwarsleben 1999, 6. Auflage 2003
- mit anderen: Konkrete Fachdidaktik Chemie, Oldenbourg-Verlag, München 1997, Neubearbeitung 2003, ISBN 3-486-82842-8.
- Statische Biochemie/Dynamische Biochemie, 2 CD-Rom, Vieweg 1997 (interaktives Lernprogramm für den Bildschirm, und Biochemie, 5 Teile, Lern- und Übungssoftware, Vieweg 1995 und zuerst im Verlag Chemie 1971)
- Herausgeber: Periodensystem der Elemente auf CD-ROM, Vieweg 1996
- Modellversuch Fachoberschule Ludwigshafen: ein doppelqualifizierender Bildungsgang; Abschlußbericht der Wissenschaftlichen Begleitung, Mainz: Hase und Koehler 1981